# Blazice
Blazice är en ort i Tjeckien.   Den ligger i regionen Zlín, i den östra delen av landet, 240 km öster om huvudstaden Prag. Blazice ligger 262 meter över havet och antalet invånare är 204.
Terrängen runt Blazice är platt åt nordväst, men åt sydost är den kuperad.Runt Blazice är det ganska tätbefolkat, med 160 invånare per kvadratkilometer. Närmaste större samhälle är Přerov, 14,1 km väster om Blazice. Trakten runt Blazice består till största delen av jordbruksmark.